# لاتساروس فوکس
لاتساروس ایمانوئل فوکس (به آلمانی: Lazarus Immanuel Fuchs) (زاده ۵ مه ۱۸۳۳ در موشینا – درگذشته ۲۶ آوریل ۱۹۰۲ در برلین) ریاضیدان اهل آلمان بود.

## زندگی و کارنامه

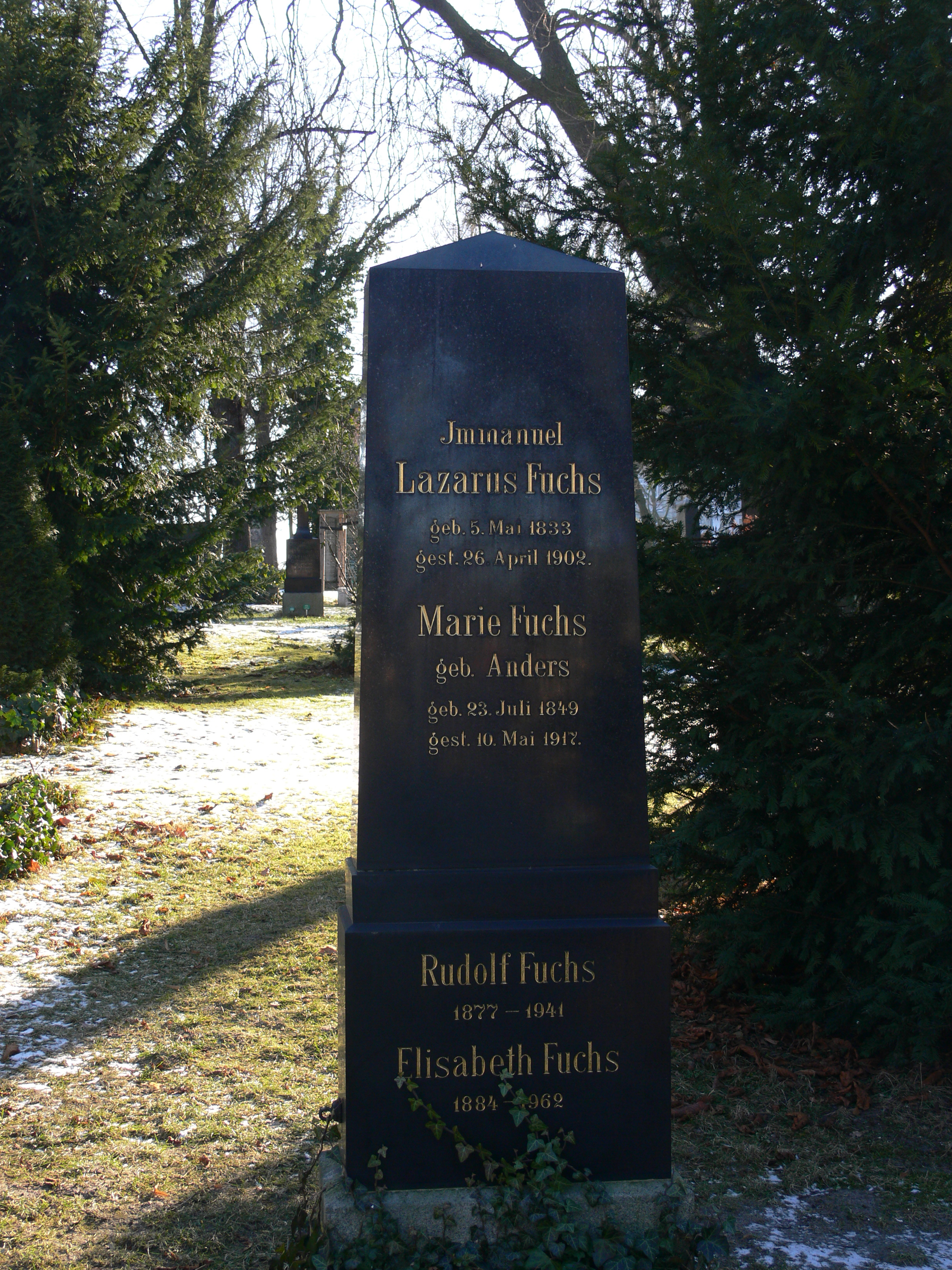
گورستان قدیمی سنت متیو برلین-قبر شونبرگ امانوئل لازاروس فوکس

فوکس از سال ۱۸۵۴ در دانشگاه برلین تحصیل ریاضیات را آغاز نمود. استادان او ارنست ادوارد کومر و کارل وایرشتراس بودند و فوکس در سال ۱۸۵۸ تحت سرپرستی وایرشتراس مدرک دکترای ریاضی را به دست آورد. در سال ۱۸۶۵ درجه شایستگی را در دانشگاه برلین به دست آورد و در همانجا سرگرم کار شد و در سال ۱۸۶۶ به درجه استاد برجسته رسید. در سال ۱۸۶۹ در دانشگاه گراایفسوالد مشغول به کار شد و پس از آن به دانشگاه هایدلبرگ رفت. در سال ۱۸۸۴ به عنوان جانشین وایرشتراس به دانشگاه برلین بازگشت و در آنجا تا سال ۱۸۹۲ به همراه کرونکر سمینار ریاضی را سرپرستی میکرد.
فوکس به پژوهش در زمینه های گوناگون ریاضیات همچون نظریه تابع ها، هندسه دیفرانسیل، حساب تغییرات و نظریه معادلات دیفرانسیل کار کرد. مفاهیم و قضایای بسیاری همچون گروه های فوکسی در ریاضیات به نام او هستند.